# Botanophila choui
Botanophila choui este o specie de muște din genul Botanophila, familia Anthomyiidae, descrisă de Fan, Chen și Ma în anul 2000.
Este endemică în Qinghai. Conform Catalogue of Life specia Botanophila choui nu are subspecii cunoscute.